# チュウヒワシ

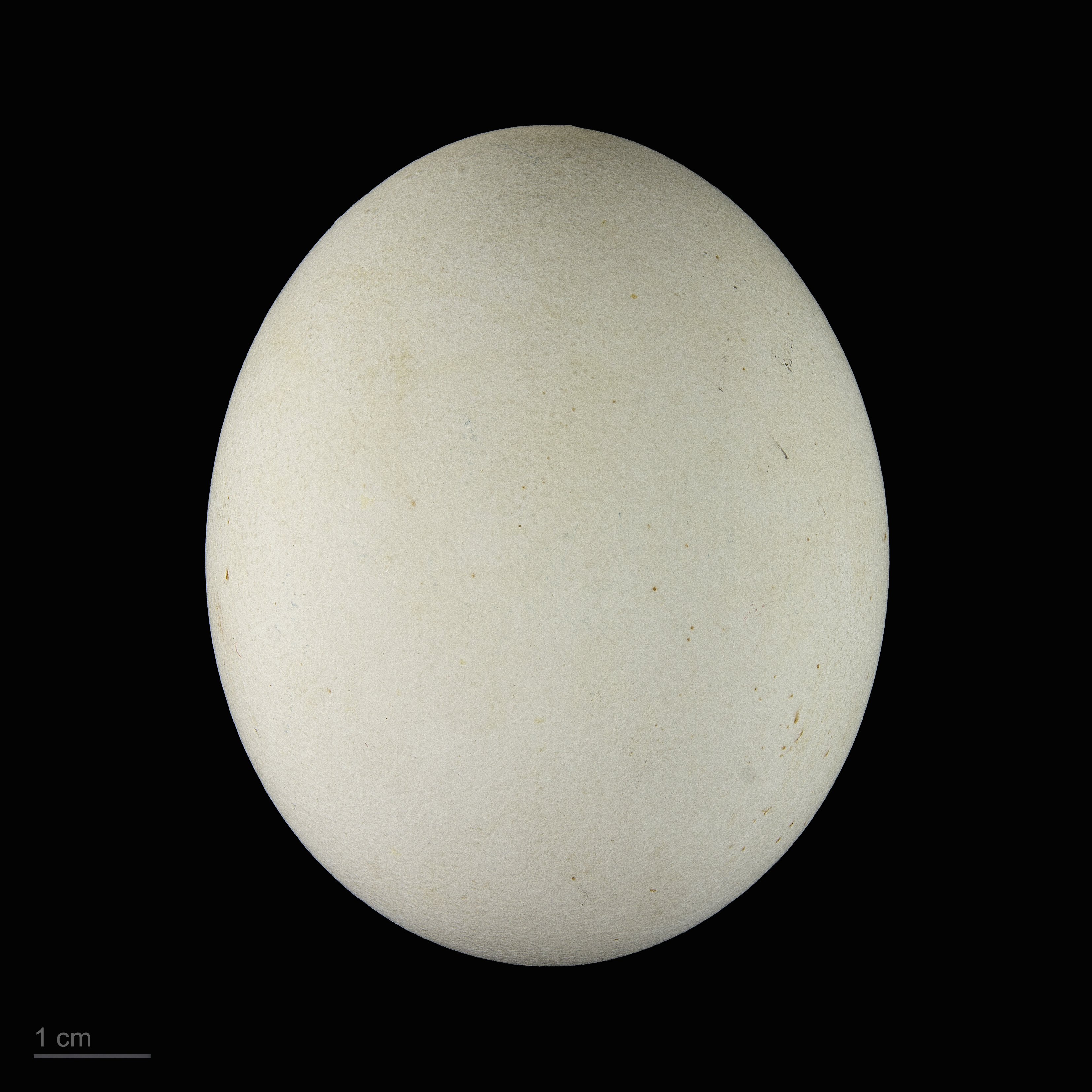
Circaetus gallicus

チュウヒワシ（沢鵟鷲、Circaetus gallicus）は、鳥綱タカ目タカ科チュウヒワシ属に分類される鳥。

## 分布
ヨーロッパ大陸、ユーラシア大陸